# Kjelfossen
Las Kjelfossen (que en español significa, cataratas Kjel) son unos altos saltos de agua en Gudvangen, en el municipio de Aurland, Vestland, Noruega. En conjunto, es la más alta entre las cataratas del país y también se encuentra entre las más altas del mundo, con una caída total de unos 755 metros según unas fuentes, y 840 metros según la Oficina de Estadística de Noruega. El salto más grande tiene 149 metros ininterrumpidos. En lo más alto se compone principalmente de tres grandes saltos, siendo el mayor el de la izquierda, visto desde el valle. Ese salto también es conocido como Stor Kjelfoss y el del medio, como Vetle Kjelfoss. La fuente de estas cataratas es Kjelfossgrovi.

## Enlaces externos

El salto más grande de Kjelfossen.